# Łążyn (gmina Obrowo)
Łążyn (znany także jako Łążyn II) – wieś w Polsce położona w województwie kujawsko-pomorskim, w powiecie toruńskim, w gminie Obrowo.
W latach 1954–1961 wieś należała i była siedzibą władz gromady Łążyn, po jej zniesieniu w gromadzie Dobrzejewice.

## Opis
Wieś leży w historycznej Ziemi Dobrzyńskiej. W latach 1975–1998 miejscowość należała administracyjnie do województwa toruńskiego. Według danych Urzędu Gminy Obrowo (31.12.2018 r.) liczyła 615 mieszkańców.

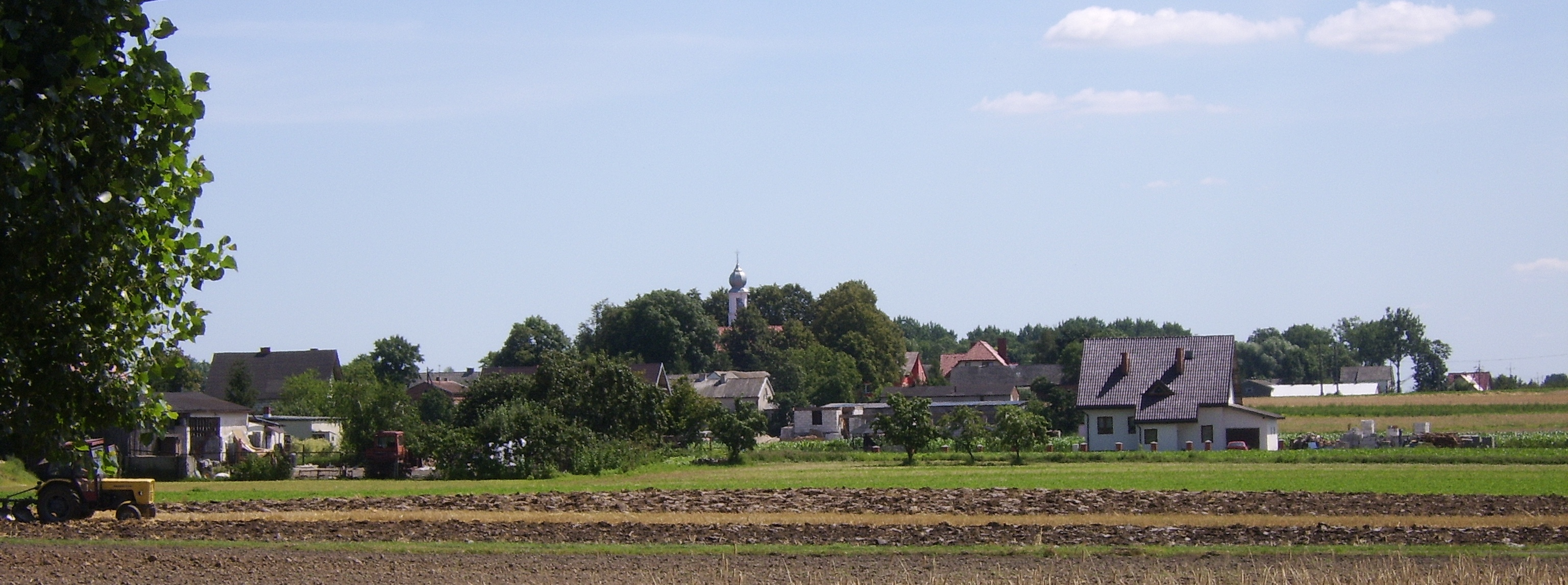
Panorama miejscowości

## Zabytki
- kościół parafialny pw. św. Piotra i Pawła, zbudowany w 1848 r. z fundacji Gustawa Zielińskiego, rozbudowany w latach 1950-1955[4]
- dwór, zbudowany w XVII w.[5] lub w pocz. XIX w.[4], drewniany konstrukcji sumikowo-łątkowej, otynkowany, z kolumnowym portykiem
- krzyż przydrożny z połowy XIX w.[4]